# دنیس (حوزه سرشماری)، ماساچوست
دنیس (به انگلیسی: Dennis) یک منطقهٔ مسکونی در ایالات متحده آمریکا است که در شهرستان برنستبل، ماساچوست واقع شده‌است. دنیس ۱۳٫۲ کیلومتر مربع مساحت و ۲٬۴۰۷ نفر جمعیت دارد و ۵ متر بالاتر از سطح دریا واقع شده‌است.